# Ravshan Ermatov
Ravshán Sayfiddínovich Ermátov (in russo Равша́н Сайфидди́нович Ирма́тов?, Ravšán Sajfiddínovič Irmátov; Taškent, 9 agosto 1977) è un ex arbitro di calcio uzbeko.
Considerato uno degli arbitri più esperti al mondo, detiene il record di partite arbitrate ai Mondiali di calcio (11). Inoltre, è uno dei 20 arbitri ad essere designato per tre edizioni dei Mondiali (2010, 2014, 2018) pur non avendo mai ottenuto la designazione per la finale.

## Carriera
Nominato internazionale a 25 anni il 1º gennaio 2003, diresse il suo primo incontro tra nazionali A il 31 marzo 2004, Vietnam - Libano valida per le qualificazioni asiatiche al campionato mondiale 2006.
Nel dicembre 2008 ha diretto in Giappone dapprima un quarto di finale e poi la finale della Coppa del mondo per club FIFA, tra LDU Quito e Manchester United.
Nel dicembre 2009 è nuovamente convocato per la Coppa del mondo per club FIFA, questa volta disputata in Emirati Arabi Uniti. Questa volta però funge da riserva e svolge esclusivamente le funzioni di quarto uomo.
Viene premiato dall'AFC come miglior arbitro dell'anno 2008, e si conferma tale anche nei tre successivi, 2009, 2010 e 2011.
Nella sua carriera internazionale, a livelli di coppe per le squadre nazionali, ha anche partecipato ai Mondiali di calcio Under 20 del 2007 in Canada e a ben tre edizioni dei Mondiali FIFA Under 17: nel 2003, nel 2007 e nel 2009 (ai Mondiali di calcio Under 17 del 2007 viene convocato all'ultimo momento per sostituire la terna arbitrale dell'Oman guidata da Abdullah Al Hilali, che aveva fallito i test atletici preliminari).
Ha fatto la sua apparizione anche in occasione della fase finale della Coppa d'Asia 2004, disputatasi in Cina, e della finale di AFC Champions League del 2007.
Ha inoltre diretto un buon numero di partite di qualificazione ai Mondiali di calcio del 2010, a cui prende parte in quanto ufficialmente selezionato dalla commissione arbitrale FIFA.
La sua avventura in Sudafrica si è svolta nel migliore dei modi: ottiene la designazione per la sfida inaugurale tra i padroni di casa del Sudafrica e il Messico. Successivamente, ottiene una seconda designazione per l'incontro tra Inghilterra e Algeria, valido per la seconda giornata della fase a gironi. La sua terza designazione è Grecia-Argentina, partita valida per la terza giornata della fase a gironi; arbitra inoltre il quarto di finale Argentina-Germania e, il 6 luglio 2010, la semifinale Paesi Bassi-Uruguay. In questa gara (che rappresenta l'apice della sua carriera) conferma l'ottima impressione suscitata nelle gare delle settimane precedenti.
Nel gennaio 2011 è tra gli arbitri selezionati dall'AFC per la Coppa delle nazioni asiatiche in Qatar.
Ancora una volta offre delle ottime prestazioni che lo portano a dirigere complessivamente quattro incontri: due della fase a gironi, un quarto di finale, e soprattutto la finalissima, tra Giappone e Australia.
Nel novembre 2011 dirige la finale di AFC Champions League 2011, disputata nell'occasione tra i coreani dello Jeonbuk Hyundai e i qatarioti dell'Al Sadd. Poco dopo, nel dicembre 2011, è selezionato dalla FIFA per la Coppa del mondo per club FIFA 2011, in programma in Giappone. Si tratta della sua terza partecipazione, dopo le succitate edizioni del 2008 (dove diresse la finale) e 2009 (dove svolse le funzioni di riserva). In tale torneo, gli vengono assegnate due partite: la finale per il quinto posto tra i messicani del Monterrey e i tunisini dell'Espérance, e la finalissima tra gli spagnoli del Barcellona e i brasiliani del Santos. In seguito a quest'ultima designazione, il fischietto uzbeko a 34 anni può dunque già vantare un invidiabile primato: la direzione di 4 finali, tra competizione varie continentali (AFC) ed intercontinentali (FIFA).
Nell'aprile del 2012 la FIFA lo inserisce in una prima lista di preselezionati per i Mondiali del 2014, convocandolo per il Torneo maschile di calcio delle Olimpiadi di Londra 2012. In questa competizione dirige due partite della fase a gironi (Gran Bretagna - Senegal 1:1 a Manchester e Messico - Svizzera 1:0 a Cardiff) e la finale per la medaglia di bronzo (terzo posto) tra Corea del Sud e Giappone 2:0 ancora a Cardiff.
Nel gennaio 2013 è tra gli arbitri selezionati dall'AFC per la Coppa delle Nazioni del Golfo 2013.
Nel giugno del 2013 è selezionato dalla FIFA per prendere parte alla Confederations Cup in Brasile.
Il 26 ottobre 2013 dirige, per la terza volta in carriera (dopo le edizioni succitate del 2007 e 2011), la finale (di andata) dell'AFC Champions League 2013, disputatasi tra i sudcoreani del FC Seoul e i cinesi del Guangzhou Evergrande.
Il 15 gennaio 2014 viene selezionato ufficialmente per i Mondiali 2014 in Brasile. Si è trattato della seconda partecipazione consecutiva per il fischietto uzbeko. Viene designato dalla FIFA per dirigere la partita del gruppo E, in programma il 15 giugno, tra la Svizzera e l'Ecuador. Successivamente, ottiene altre due designazioni nella fase a gironi (Croazia-Messico e USA-Germania) per poi chiudere il mondiale dirigendo il quarto di finale tra i Paesi Bassi e Costa Rica. Con queste quattro designazioni complessive, sale in totale a 9 presenze nella fase finale di un mondiale, battendo così il record precedente (8), detenuto in coabitazione dal francese Joël Quiniou, dal messicano Benito Archundia e dall'uruguaiano Jorge Larrionda.
Nel dicembre 2017 è selezionato dalla FIFA in vista della Coppa del mondo per club FIFA 2017.
Il 29 marzo 2018 viene selezionato ufficialmente dalla FIFA per i mondiali di Russia 2018. In questa occasione dirige due gare della fase a gironi, incrementando ad 11 il record di gare dirette nella fase finale di un mondiale per un singolo arbitro.
Il 1º febbraio 2019 ha diretto la finale della Coppa D'Asia 2019 Giappone-Qatar, vinta per 3-1 dalla squadra qatariota.
Irmatov è stato il primo arbitro asiatico a raggiungere tali risultati in carriera. Tra il 2010 e il 2014 è stato una presenza fissa della classifica IFFHS dei 10 migliori arbitri dell'anno, è stato designato per ben tre edizioni della coppa del Mondo (2010, 2014 e 2018). Vanta inoltre la direzione di due finali di Coppa d'Asia (2011 e 2019) e altrettante del Mondiale per club (2008 e 2011).

## Fonti
- Profilo ufficiale dal sito della FIFA, su fifa.com. URL consultato il 10 ottobre 2009 (archiviato dall'url originale il 27 ottobre 2009).
- Sito di curiosità sugli arbitri, su worldreferee.com.
- Sito dell'AFC, su the-afc.com.